# 国立病院機構七尾病院
独立行政法人国立病院機構七尾病院（どくりつぎょうせいほうじんこくりつびょういんきこう ななおびょういん）は、石川県七尾市に位置する病院である。独立行政法人国立病院機構が運営している。石川県結核拠点病院に指定されている。

## 診療科
- 内科
- 神経内科
- 呼吸器科
- 消化器科
- 小児科
- 外科

## 歴史

### 沿革
- 1945年1月 - 日本医療団松百園として開業する。
- 1947年4月1日 - 厚生省に移管し国立療養所松百園と改称、国立石川療養所の分院となる。
- 1952年4月1日 - 石川療養所から独立し、国立七尾療養所に改称する。
- 1975年4月1日 - 国立療養所七尾病院に改称する。
- 1991年 - 第1回全国花のまちづくりコンクール 花のまちづくり最優秀賞 建設大臣賞受賞[1]。
- 2004年4月1日 - 独立行政法人移行に伴い現在の名称に改称する。

## 交通アクセス
- JR七尾線 七尾駅下車、北鉄能登バスで所要時間は約15分、「七尾病院前」停留所下車、徒歩で約5分。
- 七尾田鶴浜バイパス 直津ICから車で約5分。